# Rudolf Koch (Fußballspieler)
Rudolf Koch (* 21. April 1950) ist ein ehemaliger deutscher Fußballspieler.

## Karriere
Koch, der zuvor für den SC Neuenhaßlau spielte, startete seine Karriere 1968 bei Kickers Offenbach. 1971 wechselte er zum Regionalliga-Aufsteiger SV Darmstadt 98. In der Saison 1972/73 gelang ihm dort der Durchbruch mit 25 Saisontoren hinter Torschützenkönig Ferdinand Keller vom TSV 1860 München, dem ein Treffer mehr gelungen war. Koch feierte in dieser Saison mit der Südmeisterschaft des SV Darmstadt 98 und der anschließenden Teilnahme an der Bundesliga-Aufstiegsrunde seinen größten sportlichen Erfolg. Die folgenden Jahre waren von häufigen und langwierigen Verletzungspausen gekennzeichnet, sodass er nur auf wenige Einsätze kam. Erst in der Saison 1976/77 gelang ihm noch einmal ein Comeback meist als Einwechselspieler mit 8 Toren in 19 Saisonspielen. 1977/78 ließ er seine Karriere im bezahlten Fußball bei Kickers Würzburg ausklingen.